# Frank Facher
Frank Facher (nascido em 11 de Junho de 1989)  é um ciclista alemão que montou para Psz Poznań na 2010 Polish Speedway Primeira Liga. Ele assinou na sexta-feira, 30 de julho de 2010, pelo Stoke Potters, da Primeira Liga britânica , com contrato completo para substituir o lesionado Hynek Stichauer.

## Detalhes da carreira

### Campeonatos mundiais
- Campeonato Mundial Sub-21 Individual
  - 2007 - 14º colocado na Semi-Final
  - 2008 - 10º colocado na Segunda Rodada da Qualificação
  - 2009 - 9º colocado na Segunda Rodada da Qualificação
  - 2010 - qualificar-se para as duas semifinais
- Campeonato do Mundo de Sub-21
  - 2006 - 4º colocado na primeira rodada de qualificação para a Alemanha II
  - 2007 - Abensberg - 4º lugar (0 pts)
  - 2008 - 3º lugar na Segunda Rodada de Qualificação
  - 2009 - 2º lugar na Rodada de Qualificação
  - 2010 - 3º lugar na Segunda Rodada de Qualificação

### Campeonato Europeu
- Campeonato Europeu Individual
  - 2008 - se classifica para a semi-final, mas foi substituído
- Campeonato Europeu Sub-19 Individual
  - 2008 - 7º colocado nas Três Semi-Finais
  - 2009 - 9º colocado na Semi-Final
- Campeonato da Europa de Sub-19
  - 2008 -  Rawicz - Finalista (8 pts)